# Блудни син
Блудни син (енг. Ham on Rye) је полу-аутобиографски роман америчког писца и песника Чарлса Буковског, издан 1982. године.
Писан у првом лицу, роман прати Хенрија Кинаског, мало прикривеног ауторовог алтер ега, током раних година. Хронолошки, Блудни син је прво дело које описује живот Хенрија Кинаског, док је по редоследу издавања четврти роман Буковског. Писан у његовој карактеристичној искреној прози, роман говори о његовим тинејџерским годинама у Лос Анђелесу за вријеме Велике кризе.
Наслов романа је парафраза наслова чувеног романа Ловац у житу (The Catcher in the Rye) Џ. Д. Селинџера. Буквално преведен Ham on Rye био би „сендвич са шунком“, симбол најједноставније хране у САД. Али ријеч "ham" истовремено је израз за промашеног глумца, дилетанта који „драми“ на сцени и скреће пажњу на себе, док је "rye" израз за виски. Тако се иза наслова крије пијани портрет Буковског у младости.

## Радња
Као и његови ранији радови, радња Блудног сина је смјештена у Лос Анђелесу, гдје је аутор одрастао.

## Породица Кинаски
Као и Хенри, остатак Кинаскија је писан по узору на пишчеву личну породицу. На примјер, Хенријеви родитељи, као и родитељи Чарлса Буковског, срели су се у Њемачкој за вријеме Првог свјетског рата.
- Емилија Кинаски. Кинаскијева бака са очеве стране. Почетак романа почиње са најранијим сјећањем своје баке, када је рекла: „Сахранићу ја све вас“. Касније се она појављује са Христовим распећем да из њега истјера „ђавола“, јер она сматра да је он изазвао његове акне.
- Леонард Кинаски. Хенријев дјед, који не живи заједно са Емилијом. Он памти свог дједа као лијепог човјека. Када Хенри упознаје свог дједа по први пут у животу, он даје дјечаку траку са нацистичким крстом.[1]
- Хенри Кинаски, старији. Кинаскијев отац. Упознао је његову мајку у иностранству, у Њемачкој, гдје је Хенри Кинаски млађи и рођен. На почетку романа он ради као мљекарџија. Он је груб, суров човјек који физички и вербално злоставља свог сина још од ране младости. Он такође физички злоставља своју жену Кетрин, нарочито откад га је она ухватила да је вара са женом којој он односи млијеко. На крају избацује сина из куће јер је пронашао његове кратке приче.
- Кетрин Кинаски. Кинаскијева мајка. Рођена Њемица, она је упознала Хенрија старијег и вјенчала се са њим након Првог свјетског рата.
- Бен Кинаски. Кинаскијев ујак. Бен је представљен једино у трећем поглављу, а Хенри се сјећа да је био „веома лијеп човјек… имао је сасвим тамне очи, блиставе очи свјетлуцавих одсјаја.“ Бен је имао 24 године и живио је у санитаријуму јер је боловао од туберкулозе.